# Zonsverduistering van 11 juli 2010

Animatie zonsverduistering
op 11 juli 2010

De totale zonsverduistering van 11 juli 2010 trok veel over zee, maar was achtereenvolgens te zien in deze vijf landen: Cookeilanden, Frans-Polynesië, Paaseiland, Chili en Argentinië.

## Lengte

### Maximum
Het punt met maximale totaliteit lag op zee ver van enig land op coördinatenpunt 19,7472° zuid / 121,8732° west en duurde 5m20,2s.

### Limieten
| Fenomeen                    | Code | Tijdstip UTC |
| --------------------------- | ---- | ------------ |
| Eerste contact bijschaduw   | P1   | 17:09:40.5   |
| Eerste contact kernschaduw  | U1   | 18:15:15.3   |
| Kernschaduw compleet vanaf  | U2   | 18:18:33.1   |
| Bijschaduw compleet vanaf   | P2   | Niet         |
| Maximum eclips              | GE   | 19:33:33.6   |
| Bijschaduw compleet t/m     | P3   | Niet         |
| Kernschaduw compleet t/m    | U3   | 20:48:20.6   |
| Laatste contact kernschaduw | U4   | 20:51:42.2   |
| Laatste contact bijschaduw  | P4   | 21:57:18.8   |